# La Orotava
La Orotava (Villa de La Orotava) – gmina i miasto w Hiszpanii, we wspólnocie autonomicznej Wysp Kanaryjskich, w prowincji Santa Cruz de Tenerife, zlokalizowane w północnej części Teneryfy, w dolinie Orotava. Zajmuje obszar 207,31 km², a w 2023 r. była zamieszkiwana przez 42 454 osób. Wraz z sąsiadującymi gminami Puerto de la Cruz i Los Realejos tworzy obszar metropolitalny Doliny La Orotava liczący 108 721 mieszkańców (w 2019 r.).
Jedno z najstarszych miast na Teneryfie, które do dziś zachowało kolonialny charakter (kolonialne rezydencje z XVII i XVIII wieku).